# 13096 Тигр
13096 Тигр (13096 Tigris) — астероїд головного поясу, відкритий 27 січня 1993 року.
Тіссеранів параметр щодо Юпітера — 3,097.